# Вајтфилд (округ Манати, Флорида)
Вајтфилд (енгл. Whitfield, Manatee County) насељено је место без административног статуса у америчкој савезној држави Флорида.

## Демографија
По попису из 2010. године број становника је 2.882, што је 102 (-3,4%) становника мање него 2000. године.
| Група             | 2000.         | 2010.         |
| Белци             | 2.702 (90,5%) | 2.437 (84,6%) |
| Афроамериканци    | 89 (3,0%)     | 99 (3,4%)     |
| Азијати           | 21 (0,7%)     | 38 (1,3%)     |
| Хиспаноамериканци | 141 (4,7%)    | 267 (9,3%)    |
| Укупно            | 2.984         | 2.882         |